# Albert Handle
Albert Handle (* 19. Juli 1931; † 25. Feber 2023) war ein österreichischer Politiker (Österreichische Volkspartei).
Handle arbeitete als leitender Angestellter in der Landarbeiterkammer Tirols. Von 1975 bis 1994 und damit über vier Gesetzgebungsperioden war er Abgeordneter zum Tiroler Landtag. Handle rückte jedes Mal für Alois Partl nach, der ein Amt in der Tiroler Landesregierung übernahm. Von 1989 bis 1994 war Albert Handle Klubobmann der Tiroler Volkspartei.